# ایمبرت (جمهوری دومنیکن)
ایمبرت (به لاتین: Imbert) یک منطقهٔ مسکونی در جمهوری دومینیکن است که در استان پوئرتو پلاتا واقع شده‌است. ایمبرت ۱۷۰٫۷۰ کیلومتر مربع مساحت و ۳۰٬۵۱۴ نفر جمعیت دارد.